# Slag bij Lone Jack
De Slag bij Lone Jack vond plaats op 15 en 16 augustus 1862 in Jackson County, Missouri. Deze slag kadert in de Zuidelijke rekruterings- en guerrillacampagne in Missouri in 1862.

## Achtergrond
Tijdens de zomer van 1862 werden verschillende Zuidelijke rekruteerders vanuit Arkansas naar Missouri gestuurd om de gelederen aan te vullen van de legers in de Trans-Mississippi regio. In het westelijk deel van Missouri waren onder andere kapitein Jo Shelby, kolonel Vard Cockrell, kolonel John T. Coffee, Upton Hays, John Charles Tracy, John T. Hughes en DeWitt C. Hunter actief. De meesten werkten afzonderlijk. Daarom was er geen echte hiërarchie opgebouwd. Op 11 augustus ontving de Noordelijke generaal John Schofield het bericht dat Independence was ingenomen door Zuidelijke guerrilla’s en regulieren onder leiding van kolonel John T. Hughes, William Quantrill, Gideon W. Thompson en Upton Hays. Schofield gaf het bevel aan generaal James Totten om zijn strijdkrachten te verzamelen en deze dreiging het hoofd te bieden.

## Schermutselingen
Op 15 augustus 1862 verplaatste majoor Emory S. Foster zich met een samengestelde macht van 740 soldaten van Lexington, Missouri naar Lone Jack. Vanuit Kansas werden er onder leiding van generaal James G. Blunt 2.500 soldaten gestuurd en 600 soldaten vanuit Missouri onder leiding van generaal Fitz Henry Warren. Zij arriveerden niet op tijd om een rol te kunnen spelen in de slag. Toen Foster Lone Jack naderde ontving hij een rapport waarin stond dat er zich 1.600 Zuidelijken in de omgeving bevonden onder leiding kolonel Coffee en luitenant-kolonel Tracy. Rond 11.00u werd de schatting van de vijandelijke sterkte aangepast naar 800 soldaten. Foster viel de vijand aan. De Zuidelijken sloegen op de vlucht. Het gebruik van zijn artillerie zou de doodsteek zijn voor Foster. Andere Zuidelijke eenheden, waaronder die van kolonel Vard Cockrell, werden gealarmeerd door het kanonvuur. Ondertussen werden Fosters soldaten ingekwartierd in de stad om uit te rusten. Cockrell, Upton Hays, Sydney D. Jackman en DeWitt C. Hunter planden een verrassingsaanval op de Noordelijke posities de volgende dag.

## De slag
Voor het aanbreken van de dag werden Hunter, Jackman en Tracy verdoken opgesteld in een veld ten westen van Lone Jack. Hays zou via een cavaleriecharge vanuit noordelijke richting de aanval beginnen waarna de anderen ondersteuning zouden bieden. Hays viel niet aan zoals gepland. Hij verkende eerst de posities van zijn mede-officieren voor hij zelf tot actie overging. Bij het aanbreken van de dag vingen de voorposten van Foster signalen op die op een aanval wees. Foster slaagde erin zijn mannen op te stellen waardoor het verrassingselement verloren ging.
Toen de posities van Jackman, Hunter en Tracy zichtbaar werden in het eerste zonlicht, vielen ze aan zonder te wachten op Hays’ verlate aanval. Hun aanval werd voorlopig tegengehouden. Hays liet zijn mannen te voet aanvallen. Samen met de andere duwden ze de Noordelijke rechterflank terug. De artillerie werd bedreigd. Een salvo van de verdekt opgestelde Noordelijke cavalerie kon de Zuidelijke aanval op de kanonnen tijdelijke afslaan.
Op de linkerflank werd de aanval van Hunter tegengehouden door drie compagnies van kapitein Plumbs 6th Missouri State Militia Cavalry. Een eenheid van Coffees cavalerie naderde Hunters flank en dacht dat het Noordelijken waren. De cavalerie viel aan maar werd beschoten door Noordelijke infanterie waarna ze zich terug trokken. Hunter trok zijn eenheid terug om nieuwe munitie te halen zodat de flank van Jackman vrij kwam te liggen. Jackman trok daarop ook zijn mannen terug om nieuwe munitie te halen.
Opnieuw villen Tracy en Hays aan waardoor de Noordelijke artillerie zich moest terugtrekken. Ondertussen was de Zuidelijke dreiging afgewend ten zuiden van de stad waarop Plumb de artillerie heroverde in het noorden. Jackman en Hunter namen opnieuw deel aan de slag toen ze zich bevoorraad hadden met munitie. Hays aanval werd afgeslagen door Plumb. De gevechten resulteerden uiteindelijk in een uitputtingsslag tussen de Noordelijken aan de rechterkant van de hoofdstraat ondersteund door artillerie en de Zuidelijken aan de linkerkant. De kanonnen werden veroverd en heroverd door beide partijen. Foster heroverde de kanonnen een laatste keer. Hij werd zwaargewond.
De gevechten waren nu al vijf uur aan de gang. Toen verscheen kolonel Coffee opnieuw met zijn 800 soldaten waarop kapitein Milton H. Brawner, Fosters opvolger, bevel gaf tot de terugtrekking. De kanonnen werden onklaar gemaakt en verstopt voor ze aan de terugtocht begonnen. De Zuidelijken hadden de overwinning behaald. Toch moesten ze Lone Jack prijsgeven toen Noordelijke eenheden onder Blunt en Fitz Henry Warren oprukten naar de Zuidelijke stellingen op 17 augustus. Diezelfde dag bezette Warren opnieuw Lone Jack.
Foster werd later bekritiseerd voor zijn aanval zonder te hebben gewacht op versterkingen. Toch zou Fitz Warren pas twee dagen later verschijnen en Blunt zelfs drie dagen later. De Noordelijken hadden zich goed geweerd omdat ze dachten dat Quantrill eveneens meestreed en die nam geen gevangenen.

## Gevolgen
Kapitein Brawner meldde 43 doden, 154 gewonden en 75 vermisten. Een aantal dat zeker te laag was. Kolonel Hunter meldde 47 Zuidelijk en 119 Noordelijke slachtoffers. De exacte aantallen zijn echter onbekend. Uit recent onderzoek blijkt dat de Noordelijken 65 doden en 29 gewonden telden die later aan hun verwondingen zouden overlijden. De lijst van Zuidelijke slachtoffers is minimal 55 doden en 4 die aan hun verwondingen overleden zijn.
Kolonel Cockrell slaagde erin om de twee kanonnen te lokaliseren en sleepte ze naar Arkansas. De Zuidelijken vonden een grote voorraad aan voedsel, munitie en wapens. Hiermee bewapenden ze hun rekruten.